# Зміїв (станція)
Змі́їв — вузлова залізнична станція Харківської дирекції Південної залізниці, Ізюмського напрямку між платформами Левківка, Зідьки та 27 км. Розташована в однойменному місті Чугуївського району Харківської області.

## Пасажирське сполучення
На станції Зміїв зупиняться приміські поїзди Ізюмського напрямку та поїзд далекого сполучення № 111/112 Ізюм — Львів.

## Галерея

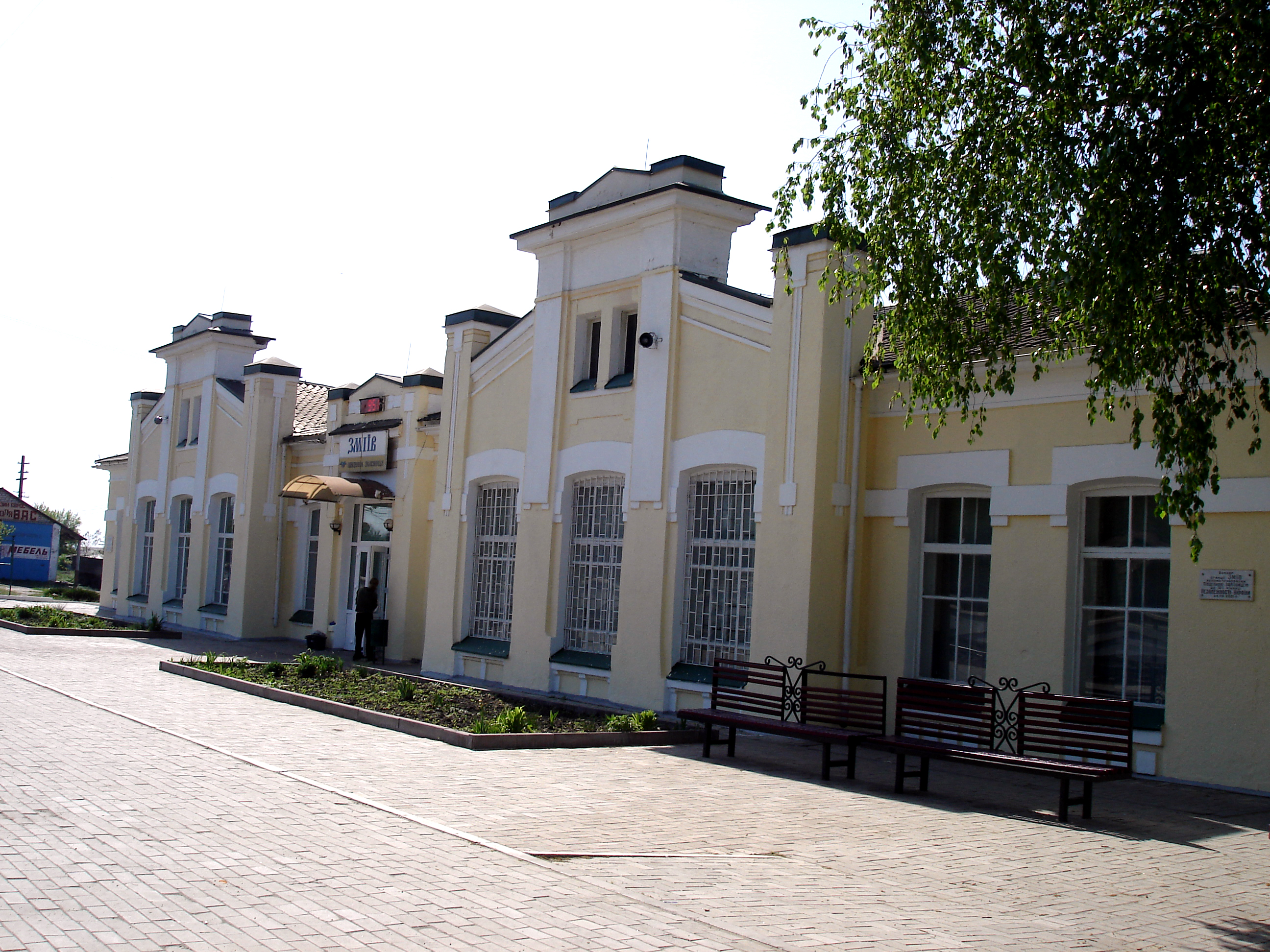
Вокзал станції Зміїв
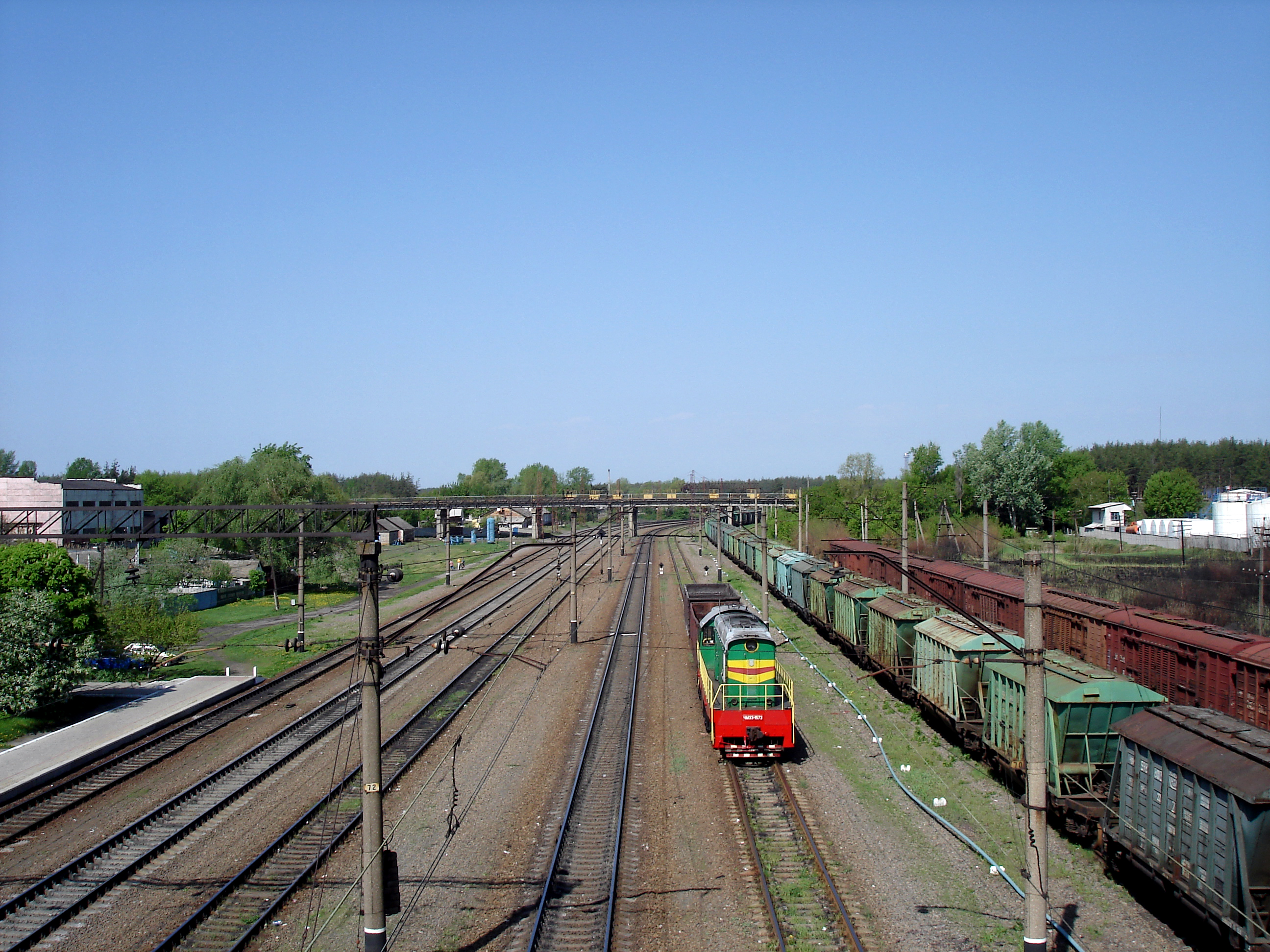
Західна горловина станції з пішохідного мосту
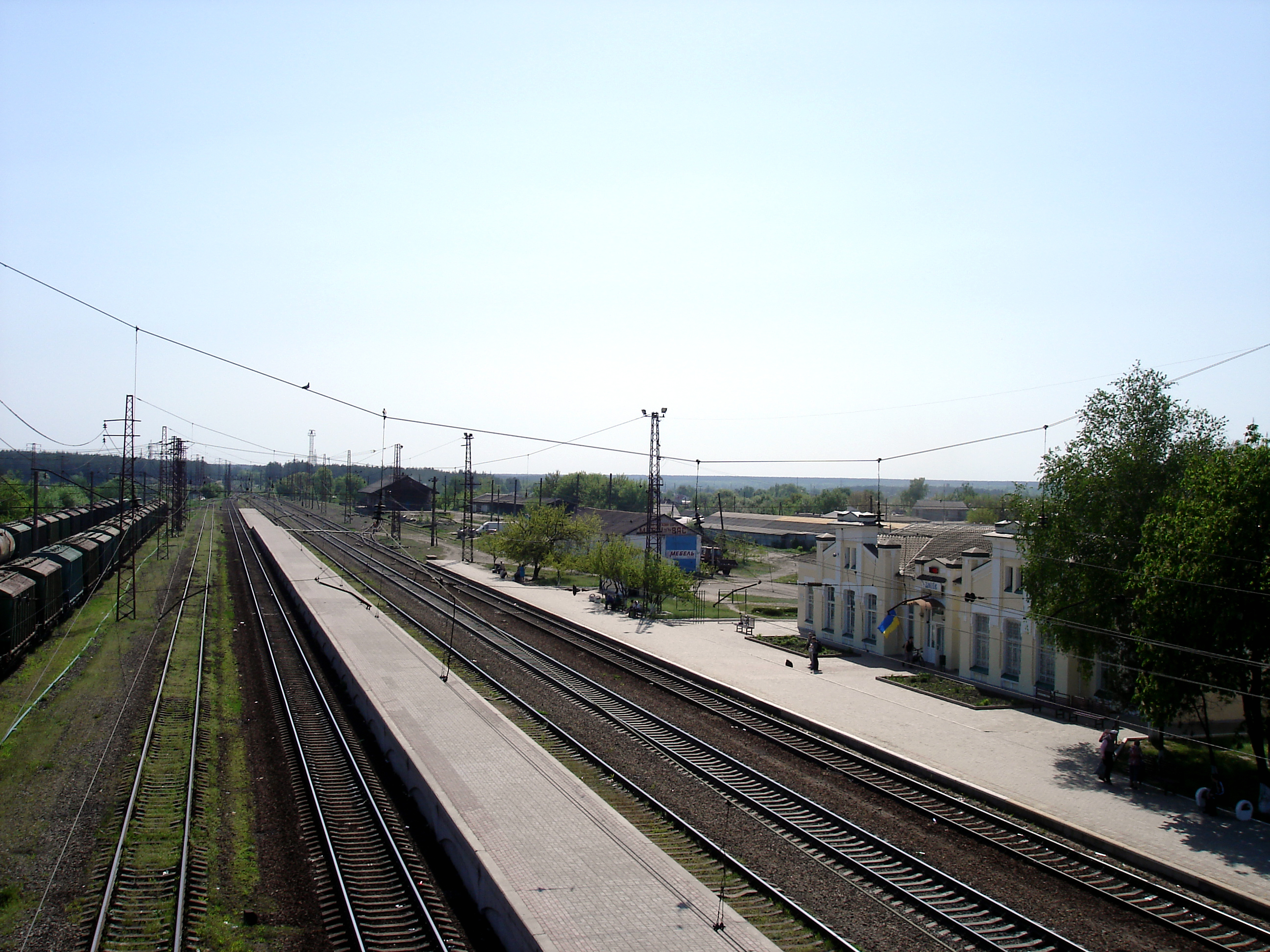
Східна горловина станції з пішохідного мосту над залізничними коліями
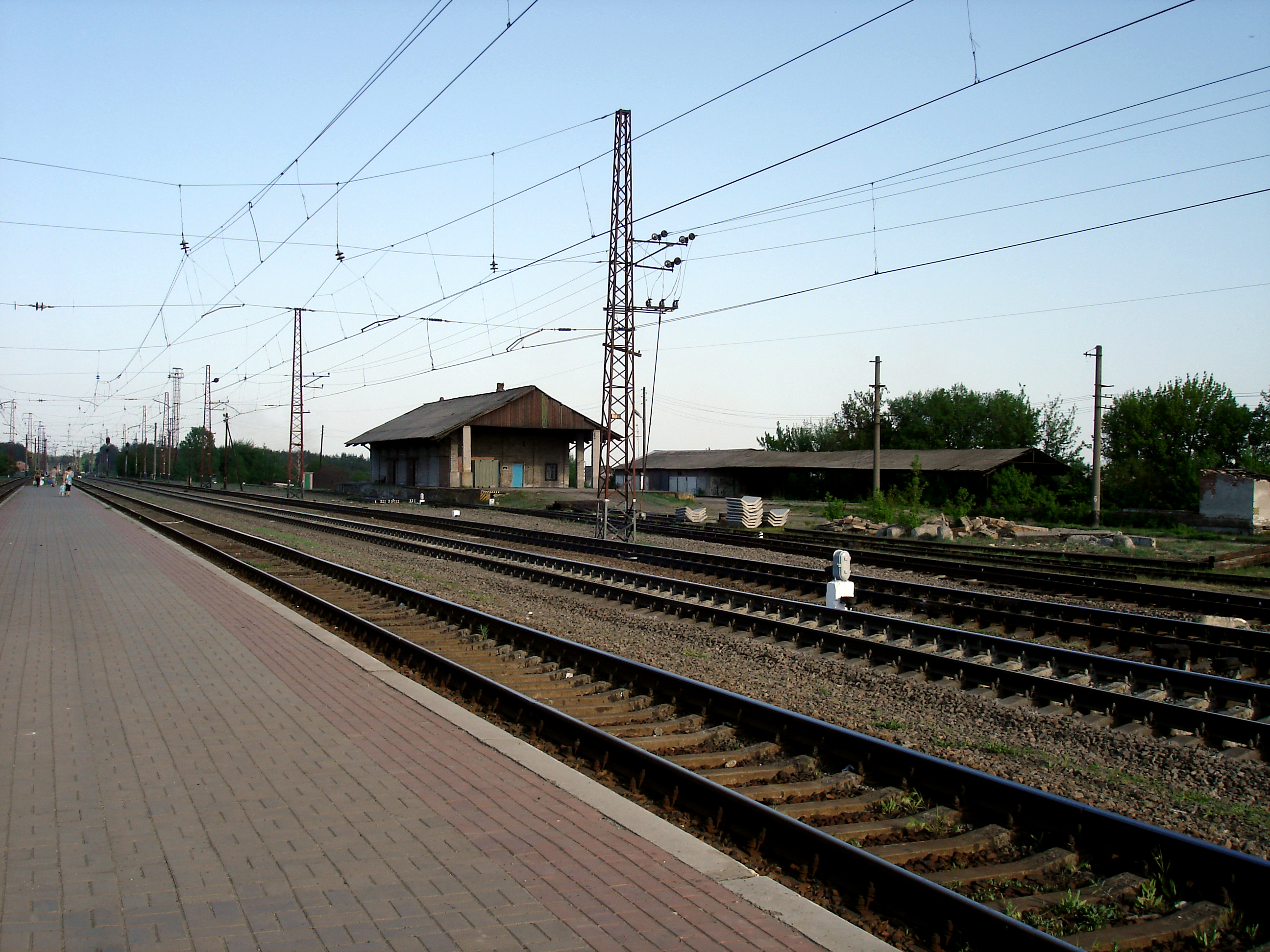
Пристанційні споруди станції Зміїв
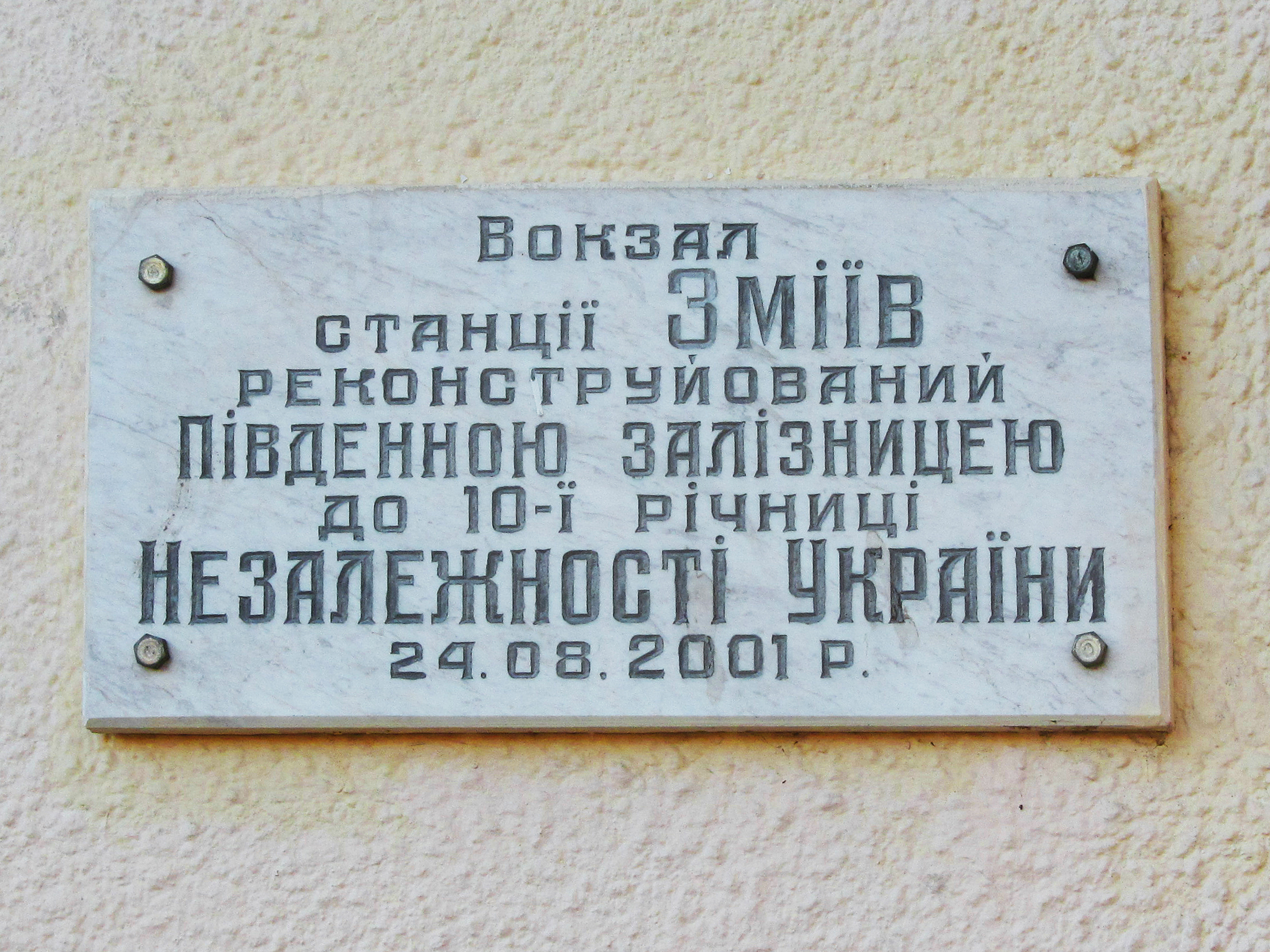
Меморіальна дошка на будівлі вокзалу